# Râul Valea Mare, Apa Roșie
Râul Valea Mare este un curs de apă, afluent al râului Apa Roșie. 

## Hărți
- Harta Munții Nemira  Arhivat în 14 aprilie 2010, la Wayback Machine.
- Harta județului Covasna